# Antílop sabre
L'antílop sabre (Hippotragus niger) és una espècie d'antílop originari de les sabanes de l'Àfrica austral. El seu pelatge és entre castany i negre, excepte el musell i el ventre, que són blancs.
N'hi ha una subespècie endèmica d'Angola, l'antílop sabre gegant (Hippotragus niger variani), considerada amenaçada d'extinció.